# Motiva
A Motiva, anteriormente Grupo CCR ou CCR, é uma empresa brasileira de capital aberto com foco na administração de concessões de ativos de infraestrutura e transporte, com sede em São Paulo. 
Atualmente, estão sob gestão da companhia 39 concessões em 13 estados, somando 4,47 mil km de rodovias, 6 concessões de mobilidade urbana e 35 aeroportos no Brasil e no mundo.

## História
A empresa foi criada em 23 de janeiro de 1999, a partir da criação de uma holding pelos grandes grupos nacionais: Andrade Gutierrez, Camargo Corrêa (atual Mover Participações) e Soares Penido, que já eram donos de múltiplas concessionárias "CCR", com o objetivo de consolidar as concessões de rodovias federais e estaduais já detidas.

### Contexto
Antes da implantação do programa de concessões rodoviárias, a regulação do transporte no Brasil focava principalmente em tarifas e segurança na mobilidade de passageiros e cargas. Essas responsabilidades eram exercidas por autarquias, como o extinto Departamento Nacional de Estradas de Rodagem (DNER) e seus equivalentes estaduais. Nas décadas de 1960 e 1970, o Estado conseguia financiar a expansão e manutenção da malha rodoviária com recursos próprios. Contudo, na década de 1980, crises como a do Segundo Choque do Petróleo, a aceleração da inflação e turbulências políticas levaram a questionamentos sobre o papel do Estado na economia, em linha com tendências globais. Esse movimento ganhou força com o Consenso de Washington, em 1989, quando o FMI adotou políticas para promover ajustes macroeconômicos, incentivando a redução das funções do Estado, como privatizações, disciplina fiscal e desregulamentação.
No Brasil, essa reforma administrativa começou em 1995, com o Plano Diretor da Reforma do Aparelho do Estado, que buscava melhorar o equilíbrio fiscal, o crescimento econômico e o controle da inflação. Uma das iniciativas centrais foi o Programa de Concessões de Rodovias Federais, iniciado em 1993 e estruturado em etapas. Nesse contexto, a Lei Federal 8.987/95 foi promulgada, estabelecendo as bases para concessões no setor rodoviário. A legislação introduziu conceitos fundamentais como serviço adequado, política tarifária e equilíbrio econômico-financeiro dos contratos, permitindo a entrada de capital privado no setor.
Ainda em 1995, ocorreu a primeira transferência de infraestrutura rodoviária ao setor privado, abrangendo quatro trechos de rodovias federais e a Ponte Rio-Niterói, totalizando 858,6 quilômetros, em que a concessionária Ponte S/A, uma empresa posteriormente incorporada ao grupo CCR, venceu o leilão de concessão. Esse marco inaugurou uma nova fase no modelo de gestão rodoviária do país, reforçando o papel regulador do Estado e abrindo espaço para parcerias com a iniciativa privada.

### Crescimento

#### 1995 – 1999
De sua fundação até 2000, a CCR já havia adquirido os direitos de administração de 6 concessões, sendo elas: 
CCR Ponte, em 1995, (BR 101-RJ); CCR Nova Dutra, em 1996, (BR-116); CCR ViaLagos, em 1996, (RJ-124); CCR RodoNorte, em 1997, (BR 376, PR 151, BR 277); CCR AutoBAn, em 1998, (SP 300, SP 330, SP 348, SPI 102/330); CCR ViaOeste, em 1998, (SP-15, SP-75, SP-280, SP-270, SP-091/270).

#### 2000 – 2009
O Grupo CCR obteve o registro de companhia aberta pela Comissão de Valores Mobiliários (CVM) em dezembro de 2000. No ano seguinte, em novembro de 2001, tornou-se a primeira empresa a aderir ao recém-criado Novo Mercado, segmento especial de listagem voltado para empresas com os mais altos padrões de governança corporativa e relacionamento com acionistas. Em fevereiro de 2002, as ações do Grupo CCR passaram a ser negociadas na Bolsa de Valores, hoje conhecida como B3. Ainda em 2002, foram criadas a CCR Actua e a CCR Engelog, com o propósito de impulsionar o crescimento do grupo e fortalecer sua competitividade em novos negócios.
Em 2005, a companhia adquire a concessionária CCR ViaOeste, e no ano seguinte conquistou a concessão da operação da Linha 4-Amarela do metrô de São Paulo, por meio do consórcio vencedor da primeira Parceria Público-Privada (PPP) do país, sendo formada a ViaQuatro. Ainda em 2006, a CCR EngelogTec é criada para centralizar as atividades e a gestão da tecnologia da informação das unidades do Grupo, que somada a CCR Actua e a CCR Engelog formam o Centro de Serviços Compartilhados do Grupo CCR (CSC).
Em 2007, é inaugurada a sede da companhia, em São Paulo, denominada "Núcleo CCR de Infraestrutura e Logística". Já em 2008, a CCR adquire 40% do capital social da Renovias e vence a licitação para operar o trecho oeste do anel viário Mário Covas, constituindo a concessionária CCR RodoAnel Oeste.

#### 2010 – 2019
Em 2010, o grupo adquire a totalidade do capital social da CCR SPVias, e inicia a operação da linha 4-Amarela do metrô paulistano, entre as estações Paulista e Faria Lima, e em 2011, a SAMM, empresa prestadora de serviços de comunicação multimídia e conectividade IP com mais de 4.700 quilômetros de fibra óptica subterrânea e aérea, inicia suas atividades no segmento de telecomunicações, expandindo o escopo de atuação do grupo.
Em 2012, a companhia adquiriu participação de 45,49% na Quiport, concessionária que administra o Aeroporto Internacional de Quito, no Equador, e iniciou seu plano de internacionalização. Na sequência, comprou 48,75% do capital da Aeris, concessionária do Aeroporto Internacional de San Jose, na Costa Rica. E, antes do fim do ano, passou a deter 40,8% da Curaçao Airport Partners (CAP), concessionária do Aeroporto Internacional de Curaçau. No Brasil, assinou o contrato para implantação, operação e manutenção da ViaRio, parte do pacote de investimentos previstos para os Jogos Olímpicos de 2016, no Rio de Janeiro, além de, ainda nesse ano, adquirir 80% de participação na CCR Barcas.
Em 2013, ampliou seu portfólio de ativos no segmento de mobilidade urbana, compondo o consórcio vencedor do leilão para construção e operação do VLT Carioca, e do Metrô de Salvador e Lauro de Freitas na Bahia, através da CCR Metrô Bahia, sendo o ultimo projeto uma PPP. No ano seguinte, o Grupo CCR assumiu a concessão para ampliação, manutenção e operação do Aeroporto Internacional de Confins, em Minas Gerais com a composição da BH Airport, com participação do grupo Zurich Airport, além da constituição da CCR MSVia e a criação do Instituto CCR - criada com o propósito de gerenciar os investimentos sociais do Grupo CCR direcionados para a promoção do desenvolvimento local, por meio de recursos próprios e das leis de incentivo.
Em 2015, o Grupo CCR adquiriu 70% de participação na Total Airport Services (TAS), prestadora de serviços aeroportuários com atuação nos Estados Unidos, além de aumentar sua participação na Quiport para 50% e dar-se o término do contrato da CCR Ponte, concessionária responsável pela administração da Ponte Rio-Niterói, após 20 anos de prestação de serviços aos usuários. E em 2016, a companhia concluiu a venda da Sociedade de Tecnologias de Pagamento (STP), conhecido pela marca Sem Parar, recebendo R$ 1,4 bilhão pela participação que possuía na empresa.
Já em 2017, a empresa passou a deter participação de 75% na ViaQuatro, administradora da Linha 4-Amarela de metrô de São Paulo, e de 66,66% na ViaRio, no Rio de Janeiro, ademais da reorganização da estrutura de gestão dos ativos do grupo, ao criar quatro novas divisões para a administração dos ativos de rodovias paulistas, rodovias federais, sistemas de mobilidade urbana e aeroportos.
No ano seguinte, a companhia venceu a licitação para a operação e manutenção da Linhas 5-Lilás de metrô e Linha 17-Ouro de monotrilho de São Paulo, ambas operadas pela ViaMobilidade - Linhas 5 e 17 e conquistou a concessão da Rodovia de Integração do Sul (RIS), constituindo, assim, a CCR ViaSul. Ainda em 2018, o grupo também ampliou sua participação para 97,15% no capital social da Aeris, que administra o aeroporto da Costa Rica. Em 2019, a empresa aumentou sua participação no VLT Carioca passando a deter mais de 95% de participação. 

#### 2020 – presente
Em 2020, venceu a concorrência para exploração da infraestrutura e da prestação do serviço público do trecho da BR-101/SC, constituindo, portanto, a ViaCosteira. Já em 2021, a empresa ganhou a concessão das linhas 8-Diamante e 9-Esmeralda dos trens metropolitanos de São Paulo, criando a ViaMobilidade - Linhas 8 e 9, conquistou a concessão de 9 aeroportos do Bloco Sul e 6 do Bloco Central da 6ª rodada de concessões do Governo Federal, venceu, ainda, o leilão do Aeroporto da Pampulha, promovido pelo Governo de Minas Gerais e celebrou a extinção do Contrato de Concessão de Obras Públicas, cumprido pela controlada RodoNorte e o estado do Paraná, por intermédio do DER, (União).
Em 2022, a companhia readequou sua estrutura para considerar os três negócios: CCR Rodovias, CCR Mobilidade e CCR Aeroportos, iniciou as operações das linhas 8-Diamante e 9-Esmeralda dos trens metropolitanos de São Paulo, iniciou a operação dos 9 aeroportos do Bloco Sul, 6 do Bloco Central e do Aeroporto da Pampulha e concluiu a alienação da participação acionária na empresa Total Airport Services (“TAS”), correspondente a 70%, pelo valor-base de US$ 143,5 milhões. Além disso, em outubro, a Itaúsa e a Votorantim concluíram a compra de 14,86% do capital total da empresa, detidas pela Andrade Gutierrez Participações pelo valor de aproximadamente R$ 4,1 bilhões. Em 2023, o grupo aumentou sua participação acionária no VLT Carioca, detendo, a partir de então, 95,1737% do controle da companhia.
Em 2025, a companhia deixou de ser a operadora do Transporte Aquaviário do Rio de Janeiro, sendo, agora, o serviço operado pelo Consórcio Barcas Rio.

## Subsidiárias
A empresa nasceu a fim de agregar múltiplas concessionárias já em operação no país, e, ao longo de sua história, novas empresas foram criadas, adquiridas, vendidas e extintas por diversas razões. Já compuseram ou fazem parte do grupo as seguintes empresas:
| Plataforma de Atuação | Nome                                   | Razão Social                                                                         | Concessão | UF de Atuação       | Período de atuação | Período incorporada ao Grupo |
| --------------------- | -------------------------------------- | ------------------------------------------------------------------------------------ | --- | ------------------- | ------------------ | ---------------------------- |
| Serviços              | Controlar                              | Controlar S.A.                                                                       | Serviço de Avaliação de Emissões Veiculares da Cidade de São Paulo | SP                  | 1995–2014          | 2009–2014                    |
| Serviços              | SAMM                                   | Sociedade de Atividades em Multimidia Ltda.                                          | Não Aplicável | SP, RJ, MG, PR, BA  | 2011–              | 2011–                        |
| Serviços              | Total Airport Services (TAS)           | Total Airport Services, Inc.                                                         | Não Aplicável | Estados Unidos      | 2012–              | 2015–2022                    |
| CCR Rodovias          | CCR Ponte                              | Ponte S/A                                                                            | Ponte Rio-Niterói | RJ                  | 1995–2015          | 1999–2015                    |
| CCR Rodovias          | CCR NovaDutra                          | Concessionária da Rodovia Presidente Dutra S.A.                                      | BR-116 | RJ, SP              | 1996–2022          | 1999–2022                    |
| CCR Rodovias          | CCR ViaLagos                           | Concessionária da Rodovia dos Lagos S.A.                                             | RJ-124 | RJ                  | 1996–              | 1999–                        |
| CCR Rodovias          | CCR RodoNorte                          | RodoNorte - Concessionária de Rodovias Integradas S.A.                               | BR-376, PR-151, BR-277, BR-373 | PR                  | 1997–2021          | 1999–2021                    |
| CCR Rodovias          | CCR PRVias                             | Concessionária de Rodovias PRVias S.A.                                               | BR-376, BR-369, BR-373, PR-090, PR-170, PR-323, PR-445 | PR                  | 2025–              | 2025–                        |
| CCR Rodovias          | CCR AutoBAn                            | Concessionária do Sistema Anahngüera-Bandeirantes S.A.                               | SP-300, SP-330, SP-348, SPI-102/330 | SP                  | 1998–              | 1999–                        |
| CCR Rodovias          | CCR ViaOeste                           | Concessionária de Rodovias do Oeste de São Paulo – ViaOeste S.A.                     | SP-015, SP-075, SP-280 SP-270, SPI-091/270 | SP                  | 1998–2025          | 2005–2025                    |
| CCR Rodovias          | Renovias                               | Renovias Concessionária S.A.                                                         | SP-215, SP-340, SP-342, SP-344, SP-350 | SP                  | 1998–              | 2007–                        |
| CCR Rodovias          | CCR SPVias                             | Rodovias Integradas do Oeste S.A.                                                    | SP-127, SP-255, SP-258, SP-270, SP-280 | SP                  | 2000–              | 2010–                        |
| CCR Rodovias          | CCR RodoAnel                           | Concessionária do Rodoanel Oeste S.A.                                                | SP-21 | SP                  | 2008–              | 2008–                        |
| CCR Rodovias          | CCR MSVia                              | Concessionária de Rodovia Sul-Matogrossense S.A.                                     | BR-163 | MS                  | 2014–              | 2014–                        |
| CCR Rodovias          | ViaRio                                 | Concessionária ViaRio S.A.                                                           | TransOlímpica | RJ                  | 2016–              | 2016–                        |
| CCR Rodovias          | CCR ViaSul                             | Concessionária das Rodovias Integradas do Sul S.A.                                   | BR-101, BR-290, BR-386, BR-448 | RS                  | 2019–              | 2019–                        |
| CCR Rodovias          | CCR ViaCosteira                        | Concessionária Catarinense de Rodovias S.A.                                          | BR-101 | SC                  | 2020–              | 2020–                        |
| CCR Rodovias          | CCR RioSP                              | Concessionária do Sistema Rodoviário Rio-São Paulo S.A                               | BR-116, BR-101 | RJ, SP              | 2022-              | 2022-                        |
| CCR Rodovias          | CCR Sorocabana                         | Concessionária Rota Sorocabana S.A.                                                  | SP-075, SP-079, SP-264, SP-270, SP-280, SPA-103/079, SPA-104/079, SPA-160/250, SPA-053/280, SPI-060/270, SPI-087/270, SPI-091/270 | SP                  | 2025–              | 2025–                        |
| CCR Mobilidade        | CCR Barcas                             | Barcas S.A. - Transportes Marítimos                                                  | Rio de Janeiro ↔ Niterói; Rio de Janeiro ↔ Paquetá; Mangaratiba ↔ Ilha Grande; Angra dos Reis ↔ Ilha Grande; Rio de Janeiro ↔ Cocotá; Rio de Janeiro ↔ Charitas; | RJ                  | 1998–2025          | 2012–2025                    |
| CCR Mobilidade        | ViaQuatro                              | Concessionária da Linha 4 do Metrô de São Paulo S.A.                                 | Linha 4-Amarela do Metrô de São Paulo | SP                  | 2006–              | 2006–                        |
| CCR Mobilidade        | VLT Carioca                            | Concessionária do VLT Carioca S.A.                                                   | Linha 1, Linha 2, Linha 3 e Linha 4 do VLT Carioca | RJ                  | 2016–              | 2016–                        |
| CCR Mobilidade        | CCR Metrô Bahia                        | Companhia do Metrô da Bahia S.A.                                                     | Linha 1 e Linha 2 do Metrô da Bahia | BA                  | 2013–              | 2013–                        |
| CCR Mobilidade        | ViaMobilidade - Linhas 5 e 17          | Concessionária das Linhas 5 e 17 do Metrô de São Paulo S.A.                          | Linha 5-Lilás e Linha 17-Ouro do Metrô de São Paulo | SP                  | 2018–              | 2018–                        |
| CCR Mobilidade        | ViaMobilidade - Linhas 8 e 9           | Concessionária das Linhas 8 e 9 do Sistema de Trens Metropolitanos de São Paulo S.A. | Linha 8-Diamante e Linha 9-Esmeralda de Trens Metropolitanos de São Paulo | SP                  | 2021–              | 2021–                        |
| CCR Aeroportos        | Quiport                                | Corporación Quiport S.A.                                                             | Aeroporto internacional Mariscal Sucre | Ecuador             | 2012–              | 2012–                        |
| CCR Aeroportos        | Aeris                                  | Aeris Holdings Costa Rica                                                            | Aeroporto internacional Juan Santamaría | Costa Rica          | 2012–              | 2012–                        |
| CCR Aeroportos        | Curaçao Airport Partners (CAP)         | Curaçao Airport Partners                                                             | Aeroporto Internacional Hato | Curaçau             | 2012–              | 2012–                        |
| CCR Aeroportos        | BH Airport                             | Concessionaria do Aeroporto Internacional de Confins S.A.                            | Aeroporto Internacional de Belo Horizonte-Confins | MG                  | 2014–              | 2014–                        |
| CCR Aeroportos        | CCR Aeroportos - Bloco Sul             | Concessionária do Bloco Sul S.A.                                                     | Aeroporto Internacional Afonso Pena; Aeroporto Internacional de Foz do Iguaçu/Cataratas; Aeroporto Governador José Richa; Aeroporto de Bacacheri; Aeroporto Internacional Ministro Victor Konder; Aeroporto Lauro Carneiro de Loyola; Aeroporto Internacional João Simões Lopes Neto; Aeroporto Internacional Ruben Berta; Aeroporto Internacional Comandante Gustavo Kraemer; | PR, SC e RS         | 2021–              | 2021–                        |
| CCR Aeroportos        | CCR Aeroportos - Bloco Central         | Concessionária do Bloco Central S.A.                                                 | Aeroporto Santa Genoveva; Aeroporto Marechal Cunha Machado; Aeroporto Senador Petrônio Portella; Aeroporto Brigadeiro Lysias Rodrigues; Aeroporto Senador Nilo Coelho; Aeroporto Prefeito Renato Moreira; | GO, MA, PI, TO, PE. | 2021–              | 2021–                        |
| CCR Aeroportos        | CCR Aeroportos - Aeroporto da Pampulha | Concessionaria do Aeroporto da Pampulha S.A.                                         | Aeroporto Carlos Drummond de Andrade | MG                  | 2021–              | 2021–                        |

## Controvérsias
A CCR tem sido uma empresa de atuação cada vez mais contestada no Brasil, visto que tem tido um histórico de não-cumprimento dos contratos de concessão, e até mesmo tem sido acusada de envolvimento com propinas a políticos para alteração de seus contratos e aumento indiscriminado dos pedágios. Outra crítica é praticar grande deságio nos preços dos pedágios nos leilões de rodovias, para vencer os leilões, e depois realizar pedidos de reequilíbrio financeiro.
No Paraná, houve um dos casos mais gritantes. Há 3 rodovias federais que formam um triângulo dentro do Estado: as BR-376, BRs 369 e 277. Todas foram concedidas para empresas privadas em 1997, no início da era das concessões de estradas do Brasil. Os contratos valem até 2021. Inicialmente deveriam ser duplicados 995 km de estradas do Paraná, e se prometia à população que o Estado teria rodovias de Primeiro Mundo, impulsionando fortemente o crescimento econômico. Mas logo foram assinados aditivos que retiraram dos contratos duplicações e outras obras. O compromisso de duplicação caiu de 995 para 616 km. Para piorar, em 2019, o que havia sido duplicado não passava de 300 km, mesmo com as tarifas de pedágio subindo todos os anos. O MPF (Ministério Público Federal) então realizou a Operação Integração, que mostrava que as mudanças feitas nos contratos fazem parte de um milionário esquema de propinas. As empresas pagaram ao menos R$ 35 milhões em propinas para conseguir estas mudanças nos contratos. O desvio de dinheiro estimado no esquema dos pedágios chega a R$ 8,4 bilhões. Alguns dos citados pelo MPF de receber estas propinas são: Jaime Lerner, Roberto Requião e Beto Richa, todos ex-governadores do Estado do Paraná, e estariam envolvidas as concessionárias Rodonorte, Econorte, Ecovia, Ecocataratas, Caminhos do Paraná e Viapar. A Rodonorte, responsável pela BR-376, faz parte do grupo CCR.
No Mato Grosso do Sul, a CCR obteve a concessão da BR-163, com obrigação de duplicar 847 km da rodovia. Em 2015, já havia começado as obras. Mas em 2020, a CCR MSVia simplesmente propôs à Agência Nacional de Transportes Terrestres (ANTT) não realizar nenhuma duplicação, mas continuar cobrando pedágio normalmente, no mesmo preço.
Já o pedágio da Via Lagos, rodovia no Rio de Janeiro que liga a capital à cidades praianas da Região dos Lagos, é constantemente contestado pelo seu valor astronômico (um dos 3 pedágios mais caros do país, sendo que a rodovia não recebe obras relevantes há muitos anos), e pelo valor ainda sofrer um acréscimo nos finais de semana que não ocorre em outras rodovias do país. Em 2019, o Procon da cidade de Arraial do Cabo cobrou informações da empresa como o esclarecimento da base de cálculo do aumento da tarifa e a origem dela, o motivo pelo qual é cobrado um adicional na tarifa do fim de semana (de R$ 12,40 para R$ 20,60) e porque o período considerado fim de semana é tão extenso, começando na sexta-feira, às 12h indo até às 12h de segunda-feira.
Na Rodovia Presidente Dutra, entre Rio de Janeiro e São Paulo (a principal rodovia do país), a empresa queria em 2016 um aumento do tempo da concessão de sete anos e nove meses e um adicional de R$ 7 na tarifa das seis principais praças de pedágio (sendo que cada pedágio já custava R$ 13,80, um dos valores mais altos do país), para poder realizar obras altamente necessárias na estrada, como a nova pista na Serra das Araras (RJ) e a complementação de vias marginais em Guarulhos, em São José dos Campos (SP) e em Nova Iguaçu (RJ), locais onde a pista dupla não suporta mais o tráfego excessivo. A ANTT, responsável pela concessão, arquivou em 2017 o processo que analisava fornecer um aditivo ao contrato da CCR Nova Dutra.